# Nagy Anikó (kézilabdázó)
Nagy Anikó (Sajószentpéter, 1970. április 1. –) olimpiai és világbajnoki ezüstérmes, Európa-bajnoki bronzérmes magyar kézilabdázó.

## Pályafutása
Nagy Anikó 1994 és 2000 között 98-szor lépett pályára a magyar válogatott színeiben, tagja volt az 1996-os atlantai olimpián bronz- és a 2000-es sydney-i olimpián ezüstérmes keretnek.

## Sikerei

### Válogatottban
- Olimpia:
  - ezüstérmes: 2000
  - bronzérmes: 1996
- Kézilabda-világbajnokság:
  - ezüstérmes: 1995
- Kézilabda-Európa-bajnokság:
  - bronzérmes: 1998